# Louis Henry
Louis Henry ( * 1854 - 1913 ) fue un botánico francés, trabajando en la taxonomía de la familia Cornaceae, realizando unas diez identificaciones y clasificaciones de nuevas especies, como Cornus bretschneideri L.Henry.
- La abreviatura «L.Henry» se emplea para indicar a Louis Henry como autoridad en la descripción y clasificación científica de los vegetales.[2]